# 羅戈江卡河
羅霍江卡河（烏克蘭語：Рогозянка），是烏克蘭東部的河流，屬於烏達河的右支流。該河發源自察皮夫卡以北，流經哈爾科夫州的博霍杜希夫區，河道全長25公里，流域面積164平方公里。